# Generalização universal
Na lógica de predicados, generalização (também generalização universal ou introdução universal, GEN) é uma regra de inferência valida. Ela afirma que se {\displaystyle \vdash P(x)} foi deduzido, então {\displaystyle \vdash \forall x\,P(x)}  pode ser deduzido.

## Generalização com hipóteses
A regra da generalização completa permite hipóteses à esquerda da Catraca(simbolo), porém com restrições. Assuma que Γ é um conjunto de fórmulas, φ uma fórmula, e {\displaystyle \Gamma \vdash \varphi (y)}  foi deduzido. A regra da Generalização diz que {\displaystyle \Gamma \vdash \forall x\varphi (x)} pode ser deduzido se y não é mencionado em  Γ e x não ocorre em  φ.
Essas restrições são necessárias devido à correção. Sem a primeira restrição pode-se concluir {\displaystyle \forall xP(x)} da hipótese {\displaystyle P(y)}. Sem a segunda restrição, pode-se fazer a seguinte dedução:
1. {\displaystyle \exists z\exists w(z\not =w)} (Hipótese)
2. {\displaystyle \exists w(y\not =w)} (Instanciação existencial)
3. {\displaystyle y\not =x} (Instanciação existencial)
4. {\displaystyle \forall x(x\not =x)} (Generalização universal defeituosa)

Isso supostamente mostra que {\displaystyle \exists z\exists w(z\not =w)\vdash \forall x(x\not =x),} que é uma dedução incorreta.

## Exemplo de uma prova
Provar: {\displaystyle \forall x\,(P(x)\rightarrow Q(x))\rightarrow (\forall x\,P(x)\rightarrow \forall x\,Q(x))}.
Prova:
| Number | Formula | Justification                  |
| ------ | --- | ------------------------------ |
| 1      | {\displaystyle \forall x\,(P(x)\rightarrow Q(x))}                                                                | Hipótese                       |
| 2      | {\displaystyle \forall x\,P(x)}                                                                                  | Hipótese                       |
| 3      | {\displaystyle (\forall x\,(P(x)\rightarrow Q(x)))\rightarrow (P(y)\rightarrow Q(y)))}                           | Instanciação universal         |
| 4      | {\displaystyle P(y)\rightarrow Q(y)}                                                                             | De (1) e (3) por Modus ponens  |
| 5      | {\displaystyle (\forall x\,P(x))\rightarrow P(y)}                                                                | Instanciação universal         |
| 6      | {\displaystyle P(y)\ }                                                                                           | De (2) e (5) por Modus ponens  |
| 7      | {\displaystyle Q(y)\ }                                                                                           | De (6) e (4) por Modus ponens  |
| 8      | {\displaystyle \forall x\,Q(x)}                                                                                  | De (7) by Generalização        |
| 9      | {\displaystyle \forall x\,(P(x)\rightarrow Q(x)),\forall x\,P(x)\vdash \forall x\,Q(x)}                          | Resumo de (1) à (8)            |
| 10     | {\displaystyle \forall x\,(P(x)\rightarrow Q(x))\vdash \forall x\,P(x)\rightarrow \forall x\,Q(x)}               | De (9) por Teorema da dedução  |
| 11     | {\displaystyle \vdash \forall x\,(P(x)\rightarrow Q(x))\rightarrow (\forall x\,P(x)\rightarrow \forall x\,Q(x))} | De (10) por Teorema da dedução |

Nessa prova , a Generalização universal foi usada no passo 8. O Teorema da dedução era aplicável nos passos 10 e 11 porque as formulas sendo movidas não têm variáveis livres.